# Andrés Cabrero
Andrés Nicolas Cabrero Gomez, também conhecido por Andrés Cabrero (San Juan, 4 de janeiro de 1989) é um futebolista porto-riquenho[carece de fontes?] que atua como Meio-Campo e Meia-Atacante. Atualmente, defende o Bayamon FC.
Destaque em seu respectivo país, despertou o interesse de diversos clubes na janela de inverno e verão internacional de 2009, 2010, 2011 e 2012. Equipes dos Estados Unidos (Chicago Fire e LA Galaxy), do México (Toluca, Monterrey e Pachuca), da França (Le Mans e Lyon), da Espanha (Getafe), da Itália (Società Sportiva Lazio) e do Brasil (Coritiba) já apareceram como interessados nos últimos anos. Cabrero também já jogou na Sérvia, pelo modesto FK Teleoptik. Sua carreira está sobre supervisão da empresa CDS Soccer Inc .